# Индийско-камерунские отношения
Камерунско-индийские отношения относятся к международным отношениям, которые существуют между Камеруном и Индией. Верховная комиссия Индии в Абудже, Нигерия, одновременно аккредитована в Камеруне. Индия также имеет почётное консульство в Дуале. Камерун не имеет дипломатической миссии в Индии.

## История
Дипломатические отношения между Камеруном и Индией были установлены в 1960 году, когда первая провозгласила независимость. Камерунские лидеры выразили признательность за вклад Индии в Африку, её светскую демократию и экономический прогресс, а также его руководство в Движении неприсоединения (ДН). Камерун проголосовал за кандидатуру индийского дипломата Камалеш Шарма на должность Генерального секретаря Содружества.
Президент Камеруна Поль Бийя посетил Индию в 1983 году для участия в саммите ДН. Премьер-министр Филемон Янг вместе с семью министрами и делегацией деловых кругов посетил Нью-Дели в марте 2013 года для участия в конклаве Africa-CII / Exim Bank. Несколько других камерунских министров и правительственных чиновников также посетили страну. Из Индии визиты в Камерун на самом высоком уровне были на уровне государственных министров. Государственный министр промышленного развития посетил Камерун в феврале 1988 года и стал первым официальным лицом правительства Индии, посетившим страну. Государственный министр иностранных дел посетил Камерун в апреле 1990 года, а государственный министр по правам человека Рам Шанкар Катерия в сентябре 2015 года.
Министр иностранных дел Камеруна Мбелла Мбелла возглавлял делегацию на третьем саммите Форума Индия-Африка в октябре 2015 года. Он также провёл переговоры со своей индийской коллегой Сушмой Сварадж, и они обсудили воинственность в Африке. Камерун запросил помощь Индии в создании оборонного сектора, а также в борьбе с Боко харам. В ответ Индия направила официальных лиц для обучения камерунских сил обороны методам борьбы с повстанцами и терроризма.

## Торговля
Камерун и Индия подписали торговое соглашение в феврале 1968 года. Индия была крупнейшим направлением экспорта из Камеруна в 2015 году. Двусторонняя торговля между Камеруном и Индией в 2015 году составила 748,3 млн долларов США, по сравнению с 994,48 млн долларов в предыдущем финансовом году. Индия экспортировала в Камерун товаров на 191 миллион долларов и импортировала 557,43 миллиона долларов. Основную часть импорта Индии из Камеруна составляют сырая нефть и нефтепродукты, на которые в 2015-16 годах пришлось 87,42 % импорта.
По состоянию на декабрь 2016 года в Камеруне работают около 60 индийских компаний, которые в основном занимаются торговлей товарами общего назначения. Индийцы вложили в Камерун около 10-15 миллионов долларов в такие отрасли, как производство пластмасс, картона, печенья, плавка лома, розлив и распространение алкоголя. Cameroon Alumina Ltd., консорциум Hindalco, Dubai Aluminium и американской фирмы Hydramine, подписал с властями Камеруна соглашение о разведке бокситов в мае 2009 года. Hindalco владеет 45 % акций консорциума. Jindal Group участвует в проектах по добыче железной руды в стране.
Принадлежащая NRI агропромышленная фирма Olam International, базирующаяся в Нигерии, также работает в Камеруне. Фирме принадлежит более 7500 га кофейных плантаций и 12000 га плантаций какао. Olam является первым и вторым по величине производителем этих культур в Камеруне соответственно. Фирма также импортирует рис в страну и зарегистрировала годовой доход в размере около 120 миллионов долларов от операций в Камеруне.

## Культурные отношения
Индийские фильмы популярны в Камеруне и регулярно транслируются на некоторых местных телеканалах. Сборная Камеруна по футболу принимала участие в Кубке Неру, организованным AIFF несколько раз.
По состоянию на декабрь 2016 года в Камеруне проживает около 700—800 индийских экспатриантов. Большинство из них занимается торговлей и малым бизнесом, а некоторые являются профессионалами. Хотя община в целом пользуется уважением, сообщалось о нескольких случаях насилия в отношении индийцев и собственности, принадлежащей индийцам. Индийский производственный завод в Дуале подвергся вандализму во время политического кризиса в Камеруне в феврале 2008 года. Сообщалось о некоторых случаях физического насилия в отношении индийцев, часто связанных с коммерческими спорами.

## Иностранная помощь
В 2007 году Индия подарила правительству Камеруна 60 тракторов и сельскохозяйственные орудия. 29 мая 2009 года Индия предоставила кредитную линию на сумму 37,65 миллиона долларов для финансирования плантаций риса и кукурузы. Панафриканский проект электронной сети был реализован в Камеруне в июне 2010 года. Индия разработала проекты телемедицины и дистанционного обучения в Камерунском государственном региональном университете Яунде и его больнице. В сентябре 2012 года Индия предоставила Камеруну кредитную линию в размере 42 млн долларов на проекты плантаций кассавы в стране.
Граждане Камеруна имеют право на получение стипендий в рамках Индийской программы технического и экономического сотрудничества и Индийского совета по культурным связям. Камерунские дипломаты также посетили курс PCFD, организованный Институтом дипломатической службы Министерства иностранных дел Индии.